# أبيلوماب
أبيلوماب (بالإنجليزية: Avelumab)‏ هو دواء يُستعمل في علاج:
- سرطانة خلية مركل[5]
- ورم المتوسطة
- سرطان المثانة
- سرطان المعدة
- سرطان الرأس والعنق
- سرطان الكلية
- سرطان المبيض